# Nicholas Robinson-Baker
Nicholas Robinson-Baker (Farnborough, 24 giugno 1987) è un tuffatore britannico.

## Biografia
Ha partecipato ai Giochi Olimpici di Pechino 2008 in rappresentanza della Gran Bretagna, classificandosi settimo nel trampolino 3 m sincronizzato con il compagno di squadra Ben Swain.
Ha gareggiato per la nazionale inglese ai Giochi del Commonwealth di Glasgow 2014 dove, in coppia con il compagno di nazionale Freddie Woodward ha vinto la medaglia di bronzo nel concorso del trampolino 3 metri sincro, chiudendo alle spalle degli australiani  Matthew Mitcham e Grant Nel, cui è andato l'argento, e dei connazionali Jack Laugher e Chris Mears, vincitori dell'oro.

## Palmarès
- Giochi del Commonwealth

Glasgow 2014: bronzo nel trampolino 3 m sincro.